# San Francisco de Asís (Tambogrande)
San Francisco de Asís es un caserío peruano ubicado en el distrito de Tambogrande, perteneciente a la provincia y departamento de Piura, al norte del Perú. 

## Ubicación
San Francisco de Asís se ubica al norte de la provincia de Piura, en el distrito de Tambogrande, en el departamento de Piura.

## Demografía
En 2017 San Francisco de Asís tenía una población de 406 habitantes.